# Börzel
Börzel ist ein Wohnplatz auf der Gemarkung des Boxberger Stadtteils Bobstadt im Main-Tauber-Kreis im fränkisch geprägten Nordosten Baden-Württembergs.

## Geographie
Börzel liegt etwa zwei Kilometer südwestlich von Bobstadt. In unmittelbarer Nähe befindet sich die Gemarkungsgrenze der Boxberger Stadtteile Bobstadt und Windischbuch. Ein Industriegebiet und Bosch-Automobiltestgelände befindet sich unweit des Wohnplatzes auf Gemarkung von Windischbuch.

## Geschichte
Der Wohnplatz Börzel kam als Teil der ehemals selbständigen Gemeinde Bobstadt am 1. Januar 1973 zur Stadt Boxberg.

## Verkehr
Der Ort ist über die K 2842 (im Bereich des Wohnplatzes auch Seehöfer Straße genannt) zu erreichen. Am Wohnplatz befindet sich die gleichnamige Straße Börzel.